# Guaraní oriental boliviano
El guaraní oriental boliviano (suroeste de Santa Cruz, este de Tarija, este de Chuquisaca), conocido localmente como chawuncu o chiriguano, es una variedad lingüística del idioma guaraní hablando principalmente en Bolivia. En Argentina, es conocido como guaraní occidental argentino, mientras que en Paraguay se le conoce como guaraní occidental. También es denominado guaraní chaqueño, ya que su comunidad hablante está ubicada principalmente en la región del Chaco.

## Hablantes
En Bolivia unos 33 670 hablantes fueron contados en el año 2000, en la zona del río Parapetí (el centro-sur) de los departamentos de Chuquisaca y Tarija. En la Argentina, hay aproximadamente 15 000 hablantes, principalmente en la provincia de Formosa y la provincia de Salta. En el Chaco paraguayo hay 797 hablantes.

## Comparación con idiomas relacionados
Las diferencias entre el guaraní chiriguano y otras lenguas guaraníes se pueden observar en varios aspectos, como en el campo léxico, fonético y prosódico, morfémico y sintáctico. Estas variaciones pueden responder a evoluciones naturales del lenguaje y a las interacciones con otras lenguas locales (aimara, quechua, castellano, etc.).

#### Equivalencias léxicas[4][6][7][8][9]
| Chiriguano | Cocama  | Omagua  | Sirionó     | G. Paraguayo | Castellano |
| ---------- | ------- | ------- | ----------- | ------------ | ---------- |
| äka-iru    | chapewa | shapɪwa | e-ite sucha | akãngao      | sombrero   |
| chëi       | irua    | ɪrua    | e-ɨsa       | angirũ       | amigo      |
| ei         | kawi    | mishki  | irao        | eirete       | miel       |
| mita       | mishu   | mishu   | nyaka mbuae | mbarakaja    | gato       |
| panapana   | panama  | panama  | ana ana     | panambi      | mariposa   |

## Dialectos o variantes
- Tapieté
- Izoceño
- Chané[10]